# Alfabet maltès
L'alfabet maltès (maltès: l-Alfabett Malti) és l'alfabet emprat per escriure la llengua maltesa. És l'únic exemple d'un alfabet llatí utilitzat oficialment per escriure una llengua semítica. Per això té, a més de les lletres de l'alfabet llatí, lletres diacrítiques que l'enriqueixen, per tal d'expressar els fonemes, sons i entonacions semítiques.
Calgué prop de dos segles i més de dotze versions diferents perquè l'alfabet actual fos fixat oficialment l'1 de gener de 1934. La creació d'aquest alfabet era imprescindible per permetre a la llengua maltesa ser una llengua escrita, i no només parlada.
Aquest alfabet es topà amb tot de dificultats: d'ordre tècnic, per adaptar l'alfabet llatí a una llengua semítica; d'ordre polític, perquè sobre aquest terreny de l'escriptura s'enfrontaven els independentistes maltesos, els partidaris de l'irredentisme italià i els ocupants anglesos; i finalment d'ordre religiós i tradicional, que també s'oposaven en aquest afer, atès que no volien reconèixer l'origen àrab d'aquesta llengua.
L'alfabet finalment comprèn 25 lletres que componen 30 grafemes:
| A | B | Ċ | D | E | F | Ġ | G | GĦ | H | Ħ | I | IE | J | K | L | M | N | O | P | Q | R | S | T | U | V | W | X | Z | Ż |
| a | b | ċ | d | e | f | ġ | g | għ | h | ħ | i | ie | j | k | l | m | n | o | p | q | r | s | t | u | v | w | x | z | ż |

## Creació de l'alfabet 1750-1934

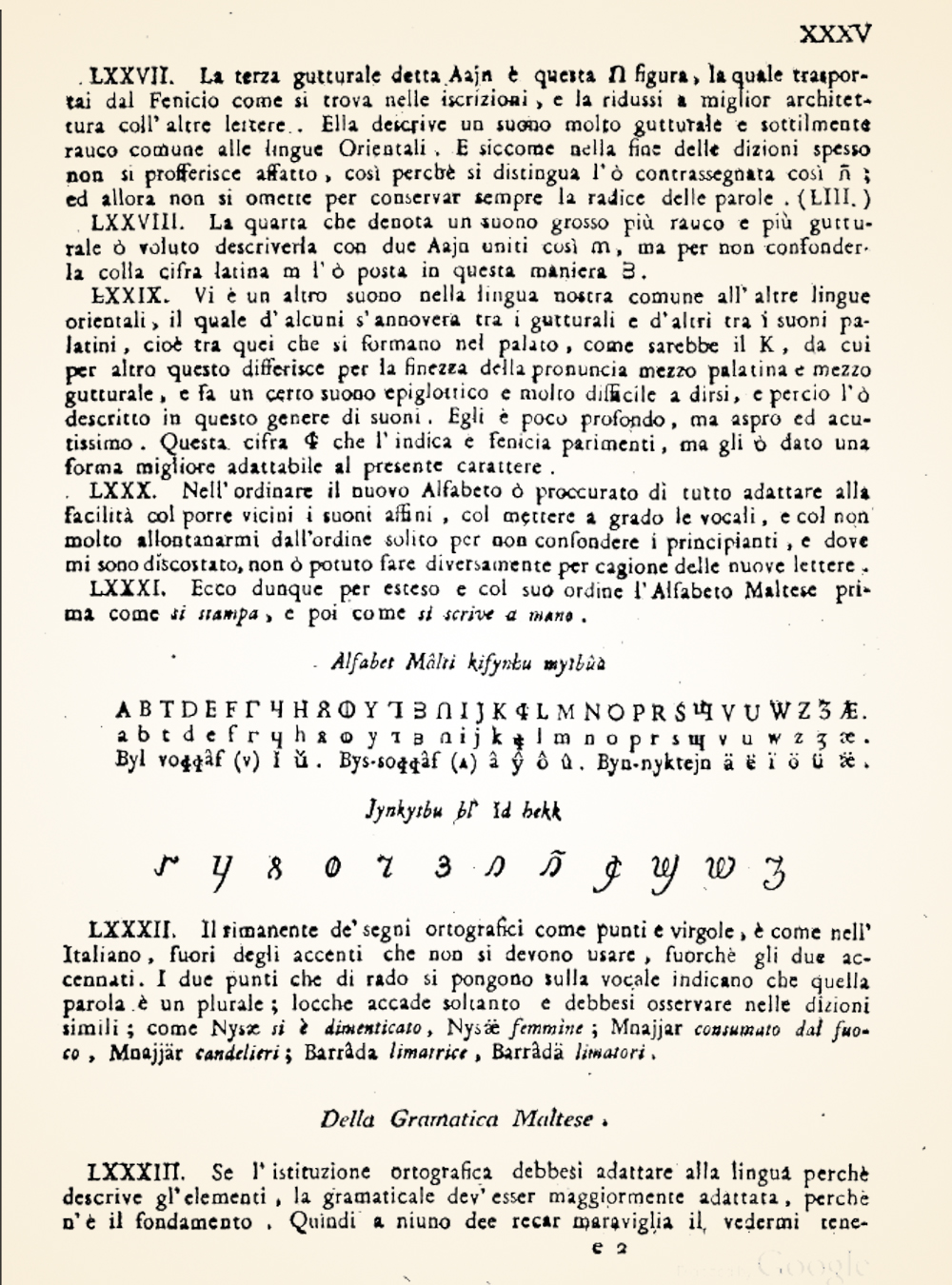

El maltès fou durant molt de temps una llengua únicament parlada; la població es comunicava en maltès però els lletrats feien servir el sicilià per a tots els escrits. De fet, la transició del sícul-àrab al maltès, l'idioma parlat i l'escrit, seguiran a l'arxipèlag maltès una evolució paral·lela a la que ocorregué a Sicília, però aquesta anà del sícul-àrab al sicilià.
Es poden datar els orígens del maltès cap al segle xi, però no és fins al segle xv que apareixen en escriptures notarials les primeres traces escrites del maltès. Aquestes actes estan redactades en sicilià, però els noms de persona i de llocs són escrits sovint en maltès amb una transcripció fonològica o fonètica. En no estar adaptat l'alfabet, aquesta transcripció era aleatòria, i en molts casos a un fonema maltès li corresponien diversos diferents sicilians.
No se sap si el maltès, abans del segle xv, pogué haver estat escrit amb alfabet àrab, car no hi ha cap text que ho demostri.
El 1920 es fundà l'Aliança dels escriptors del maltès que desenvolupà l'ortografia moderna del maltès i finalment el 1924 l'Aliança edità el llibre Informació sobre l'escriptura maltesa, obra escrita principalment per Ninu Cremona i Ġanni Vassallo, que fixà l'alfabet del maltès i les regles ortogràfiques. L'1 de gener de 1934 el govern maltès feu oficial l'alfabet i l'ortografia desenvolupades per l'Aliança.

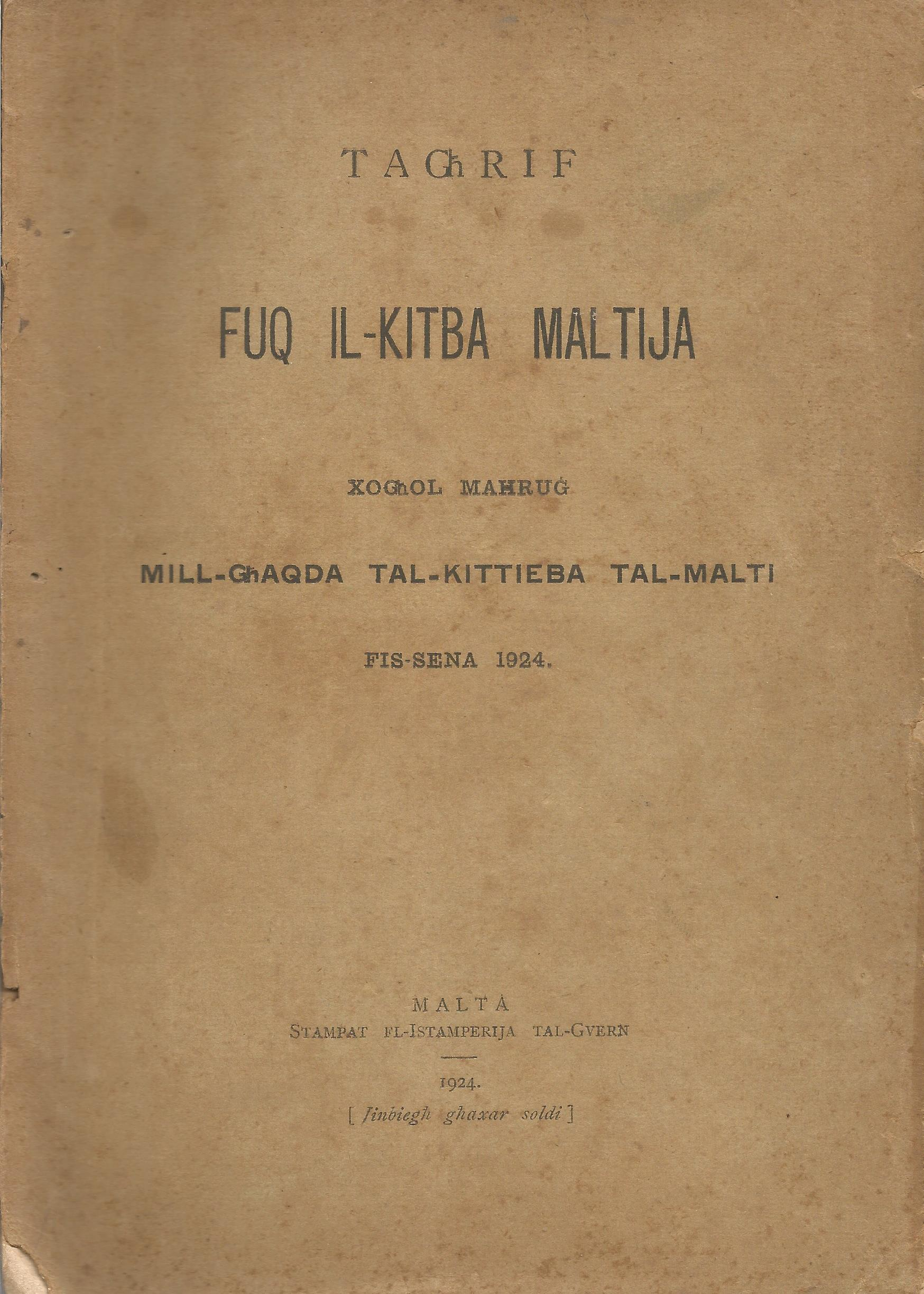

L'ortografia del maltès fou actualitzada als anys 1984, 1992 i 2008.